# Арлінгтон (Техас)

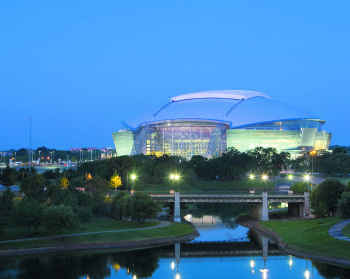
Ковбойський стадіон в Арлінгтоні.

Арлінгтон (англ. Arlington) — місто (англ. city) в США, в окрузі Таррант штату Техас, західне передмістя Далласу. Розташоване поміж містами Даллас (за 32 км на схід від Арлінгтона) та Форт-Ворт (за 19 км на захід від Арлінгтон), з якими разом складає агломерацію «Даллас — Форт-Ворт». Населення — 365 438 осіб (2010; 7-е у Техасі). В агломерації Даллас-Форт-Ворт-Арлінгтон мешкає 6 447 615 осіб (2009 рік).
Місто утворене 1876 року з побудовою залізниці й назване за будинком генерала Лі в Арлінгтоні, Вірджинія. Індустріальний бум почався у місті з відкриттям тут автомобільного збірочного заводу «Дженерал Моторс». У 1950–2000 роки з утворенням агломерації Далласу-Форт-Ворта місто бувши посередині пережило будівельний бум.
Середньодобова температура липня +29 °C; січня — +7 °C.
В Арлінгтоні розташований Університет Техасу в Арлінгтоні з майже 25 тис. студентів на 2007 рік.
В Арлінгтоні розташований розважальний парк «Six Flags Over Texas» («Шість прапорів над Техасом») відкритий 1961 року. У 2009 року побудований Ковбойський стадіон на місці старого Тексаського.
Арлінгтон є єдиним великим містом свого розміру, що не має громадського транспорту. Готелі мають власні автобуси для туристів, а університет — власні — для студентів. У місті є залізнична станція Арлінгтон.

## Географія
Арлінгтон розташований за координатами 32°42′3″ пн. ш. 97°7′29″ зх. д. / 32.70083° пн. ш. 97.12472° зх. д. (32.700708, -97.124691).  За даними Бюро перепису населення США в 2010 році місто мало площу 258,02 км², з яких 248,33 км² — суходіл та 9,69 км² — водойми.

### Клімат
| Клімат : Арлінгтон             | Клімат : Арлінгтон | Клімат : Арлінгтон | Клімат : Арлінгтон | Клімат : Арлінгтон | Клімат : Арлінгтон | Клімат : Арлінгтон | Клімат : Арлінгтон | Клімат : Арлінгтон | Клімат : Арлінгтон | Клімат : Арлінгтон | Клімат : Арлінгтон | Клімат : Арлінгтон | Клімат : Арлінгтон |
| Показник                       | Січ.               | Лют.               | Бер.               | Квіт.              | Трав.              | Черв.              | Лип.               | Серп.              | Вер.               | Жовт.              | Лист.              | Груд.              | Рік                |
| Абсолютний максимум, °C        | 33,9               | 35,6               | 37,8               | 38,3               | 41,7               | 45,0               | 43,3               | 44,4               | 43,9               | 41,1               | 31,7               | 32,2               | 45,0               |
| Середній максимум, °C          | 12,6               | 15,1               | 18,9               | 23,3               | 27,6               | 31,8               | 34,5               | 34,7               | 30,3               | 24,7               | 18,3               | 13,5               | 23,8               |
| Середня температура, °C        | 7,2                | 9,3                | 13,4               | 18,0               | 23,1               | 27,2               | 29,5               | 29,7               | 25,1               | 18,9               | 13,0               | 8,0                | 18,6               |
| Середній мінімум, °C           | 1,7                | 3,5                | 7,9                | 12,7               | 18,7               | 22,6               | 24,5               | 24,6               | 19,9               | 13,1               | 7,6                | 2,4                | 13,3               |
| Абсолютний мінімум, °C         | −18,9              | −22,2              | −12,2              | −1,7               | 1,1                | 8,9                | 13,3               | 12,8               | 4,4                | −4,4               | −7,2               | −18,3              | −22,2              |
| Норма опадів, мм               | 61                 | 74                 | 90                 | 76                 | 137                | 110                | 68                 | 57                 | 81                 | 114                | 68                 | 71                 | 1007               |
| ------------------------------ | ------------------ | ------------------ | ------------------ | ------------------ | ------------------ | ------------------ | ------------------ | ------------------ | ------------------ | ------------------ | ------------------ | ------------------ | ------------------ |
| Джерело: NWS Dallas/Fort Worth |                    |                    |                    |                    |                    |                    |                    |                    |                    |                    |                    |                    |                    |

## Демографія
Згідно з переписом 2010 року, у місті мешкало 365 438 осіб у 133 072 домогосподарствах у складі 90 999 родин. Густота населення становила 1416 осіб/км².  Було 144805 помешкань (561/км²).
Расовий склад населення:
| - 59,0 % — білих - 18,8 % — чорних або афроамериканців - 6,8 % — азіатів - 0,7 % — корінних американців - 0,1 % — вихідців з тихоокеанських островів - 11,3 % — осіб інших рас |

До двох чи більше рас належало 3,3 %. Частка іспаномовних становила 27,4 % від усіх жителів.
За віковим діапазоном населення розподілялося таким чином: 27,9 % — особи молодші 18 років, 64,0 % — особи у віці 18—64 років, 8,1 % — особи у віці 65 років та старші. Медіана віку мешканця становила 32,1 року. На 100 осіб жіночої статі у місті припадало 96,3 чоловіків;  на 100 жінок у віці від 18 років та старших — 93,6 чоловіків також старших 18 років.
Середній дохід на одне домашнє господарство  становив 69 265 доларів США (медіана — 53 326), а середній дохід на одну сім'ю — 79 153 долари (медіана — 62 731). Медіана доходів становила 42 482 долари для чоловіків та 37 255 доларів для жінок. За межею бідності перебувало 17,5 % осіб, у тому числі 25,7 % дітей у віці до 18 років та 7,3 % осіб у віці 65 років та старших.
Цивільне працевлаштоване населення становило 188 284 особи. Основні галузі зайнятості: освіта, охорона здоров'я та соціальна допомога — 19,8 %, роздрібна торгівля — 12,9 %, виробництво — 11,0 %, науковці, спеціалісти, менеджери — 10,4 %.